# Surf Ballroom
Pour les articles homonymes, voir Surf (homonymie).
La Surf Ballroom est une salle de bal américaine à Clear Lake, dans le comté de Cerro Gordo, dans l'Iowa. Inscrite au Registre national des lieux historiques depuis le 6 septembre 2011, elle est classée National Historic Landmark depuis le 13 janvier 2021. Son histoire est associée à l'accident d'avion du 3 février 1959, The Day the Music Died : la salle est le dernier lieu où les victimes ont joué.